# システム監査技術者試験
システム監査技術者試験（システムかんさぎじゅつしゃしけん、Systems Auditor Examination、略号AU）は、情報処理技術者試験の一区分である。試験制度のスキルレベル4（スキルレベルは1～4が設定されている。）に相当し、高度情報処理技術者試験に含まれる。対象者像は「被監査対象から独立した立場で、情報システムや組み込みシステムに関するリスク及びコントロールを総合的に点検・評価し、監査結果をトップマネジメントなどに報告し、改善を勧告する者」。

## 概要
情報システムの社会への普及につれて、情報システムの脆弱性や運用面の不備を原因とした大規模なシステム障害や情報セキュリティ事故が増加し、社会に与える影響が大きくなった。こうした高度情報化社会への対策として、情報システムを第三者からの視点でチェックし問題の是正を行うシステム監査の重要性が高まり、情報システムを経営インフラの基幹とする企業を中心に実施されている。経済産業省が策定するシステム監査基準によると、システム監査の目的は、「情報システムにまつわるリスク（以下「情報システムリスク」という。）に適切に対処しているかどうかを、独立かつ専門的な立場のシステム監査人が点検・評価・検証することを通じて、組織体の経営活動と業務活動の効果的かつ効率的な遂行、さらにはそれらの変革を支援し、組織体の目標達成に寄与すること、又は利害関係者に対する説明責任を果たすこと」とされる。システム監査人は、独立性を保ち、公正かつ客観的に、職業倫理に従い誠実に業務を実施しなければならない。

システム監査人が行う監査内容は、情報システム自体の評価はもちろんのこと、経営への貢献度合いの評価や、業務プロセスの妥当性・法令遵守(コンプライアンス)状況の確認、開発工程におけるプロジェクトマネジメント体制のチェックなどにまで及び、情報システムに関する網羅的な知識を要する。助言を目的とした監査では、被監査部門への改善勧告を行える高度な技能を必要とし、その責任や影響は大きい。
システムを外部から経営者の視点に立って監査するという性質上、受験者は技術者と言うよりも経営者側に立つ人が多い。もちろん情報処理技術者試験の一区分として実施されていることから、システムエンジニアのキャリアをバックグラウンドに持つ受験者も多い。

## 試験の難易度
公表されている合格率は例年15%未満であるが、受験者の大部分は既に応用情報技術者試験（スキルレベル3）や基本情報技術者試験（スキルレベル2）は勿論、情報セキュリティスペシャリスト試験（現・情報処理安全確保支援士試験）やプロジェクトマネージャ試験など他の高度情報処理技術者試験の区分にも複数合格している場合が多いため、実際の難易度は相対的に非常に高いものとなっている。情報処理技術者試験のみならず、あらゆる国家資格の中でも最難関級の部類に属し、その難易度は国家公務員総合職採用試験、公認会計士試験、税理士試験などと肩を並べるレベルと言われることも多い。
合格者の平均年齢は40歳を超え、高度情報処理技術者試験の中でもITストラテジスト試験と並んで最難関の一角とされる。また、省庁・官庁での職位任用・階級評価試験としても利用されており、IT系国家資格の最難関の試験として評価されている。
本試験は、合格しただけでも一目置かれるが、システム監査を実施する上で求められる共通のスキルを認定する性質のものである。実際に監査法人や監査部門でシステム監査業務を担当する者は、担当分野や得意分野に応じて、関連する資格や認定を受けていることが多い。例えば、会計監査を独占業務としている公認会計士、企業のマネジメントシステムを審査する品質マネジメントシステム、情報セキュリティマネジメントシステム、個人情報保護マネジメントシステムなどの審査員資格、監査関連組織の認定などである。

## 沿革
- 1986年（昭和61年）- 情報処理システム監査技術者試験新設、秋期に年一回実施、年齢制限は受験する年の4月1日時点で27歳以上。
- 1994年（平成6年）- 制度改正によりシステム監査技術者試験と改称、受験に際し業務経歴書（経歴の無い者は「業務経歴なし」と記した書類）の提出を要した。
- 2001年（平成13年）- 制度改正により春期に年一回実施、午前の試験時間短縮及び出題数減少、年齢制限と業務経歴書の提出を撤廃。
- 2005年（平成17年）- 午前の試験時間延長及び出題数増加。
- 2009年（平成21年）- 制度改正により形式変更。なお、他の多くの区分名が変更されたが本試験については改称されなかった。
  - 制度改正後の初回試験の合格率は13.9％[2]。
- 2020年（令和2年）- シラバス改訂により、午前II科目で情報セキュリティ分野からの出題が強化される。また、新型コロナウイルス（COVID-19）の影響により、2020年4月に予定されていた春期試験が中止となり、10月に「令和2年度10月試験」として秋期試験として実施。翌年以降も、秋期試験に時期を変更して実施。

## 形式
午前I
試験時間50分。四肢択一式（マークシート使用）で30問出題され全問解答。他の高度情報処理技術者試験と共通のスキルレベル3相当の問題が出題される。満点の60%を基準点とし、基準点以上で午前I試験通過となる。午前I試験の得点が基準点に達しない場合には，午前II・午後I・午後II試験の採点を行わずに不合格となる。
午前II
試験時間40分。四肢択一式（マークシート使用）で25問出題され全問解答。スキルレベル4かつ重点分野は「システム監査」「法務」である。特に「システム監査」は出題比率が高く、例年10問程度出題される。他に、「データベース」「ネットワーク」「情報セキュリティ」「システム開発技術」「サービスマネジメント」「経営戦略マネジメント」「企業活動」のスキルレベル3相当も出題範囲である。
満点の60%を基準点とし、基準点以上で午前II試験通過となる。午前II試験の得点が基準点に達しない場合には，午後I・午後II試験の採点を行わずに不合格となる。
「情報セキュリティ」はセキュリティ評価基準や脆弱性評価の指標など、システム監査人の視点から必要性の高い項目を中心に出題される。2020年度（令和2年度）の試験より、「情報セキュリティ」がスキルレベル4かつ重点分野に引き上げられる。
| 分類           | 午前Iと午前IIの両方で出題される領域 特に午前IIではスキルレベル4かつ重点分野                                      | 午前Iと午前IIの両方で出題される領域 スキルレベル3            | 午前Iでのみ出題される領域（午前IIでは対象外） スキルレベル3 |
| -------------- | --- | ------------------------------------------------------------ | --- |
| テクノロジ系   | - 情報セキュリティ（主にITガバナンス関連）：2020年度（令和2年度）よりスキルレベル4かつ重点分野に引き上げられる。 | - データベース - コンピュータネットワーク - システム開発技術 | - 基礎理論（離散数学、応用数学、アルゴリズム、プログラミングなど） - コンピュータ構成要素、システム構成要素 - ハードウェア、ソフトウェア - ヒューマン・インタフェース・デバイス、マルチメディア - ソフトウェア開発管理技術 |
| マネジメント系 | - システム監査                                                                                                   | - ITサービスマネジメント                                     | - プロジェクトマネジメント |
| ストラテジ系   | - 法務 | - 経営戦略マネジメント - 企業活動                            | - システム戦略、システム企画 - 技術戦略マネジメント、ビジネスインダストリ |

午後I
試験時間90分。情報処理システムの監査及び評価に関して、主題の設定となる文章とそれに対するいくつかの小問からなる問題（大問）が3問出題。うち2問を選択して解答。満点の60%を基準点とし、基準点以上で午後I試験通過となる。午後I試験の得点が基準点に達しない場合には，午後II試験の採点を行わずに不合格となる。
午後II
試験時間120分。2つのテーマから1つを選んで、業務経験を踏まえて小論文（2,200字以上4,000字以下）を書く。採点はA,B,C,Dの4段階で評価され、Aのみ最終的に合格となる。
科目免除
下記の試験に合格又は基準点を得れば2年間、午前Iの科目免除が受けられる。
- 応用情報技術者試験に合格すること。
- いずれかの高度情報処理技術者試験に合格すること。
- 情報処理安全確保支援士試験に合格すること。
- いずれかの高度情報処理技術者試験の午前Iに基準点以上を得ること。
- 情報処理安全確保支援士試験の午前Iに基準点以上を得ること。

## 合格者の特典
- 合格又は午前Iに基準点以上を得れば2年間、他の高度情報処理技術者試験及び情報処理安全確保支援士試験の午前Iの科目免除が受けられる。
- 科目免除又は任用資格など、これには従前の情報処理システム監査技術者を含む。
  - 弁理士試験の科目免除（理工V・情報）
  - 中小企業診断士試験の科目免除（経営情報システム）
  - 技術士試験（情報工学部門）の科目免除（第一次試験専門科目）[6]
  - ITコーディネータ（ITC）試験の科目免除
  - 技術陸曹・海曹・空曹及び予備自衛官補（技能公募）の任用資格
  - 警視庁特別捜査官の4級職（警部補）のサイバー犯罪捜査官の任用資格
  - 日本システム監査人協会の公認システム監査人補の申請資格

### 公認システム監査人認定制度
システム監査技術者試験の合格者は特定非営利活動法人日本システム監査人協会（SAAJ）に登録申請のうえ、2年以上のシステム監査の実務経験を積むことで公認システム監査人（CSA）に認定される。

## その他
- IT人材育成センター国家資格・試験部の統計資料による累計値

| 区分                       | 区分                       | 受験者数（人） | 合格者数（人） | 合格率（%） |
| -------------------------- | -------------------------- | -------------- | -------------- | ----------- |
| 情報処理システム監査技術者 | 情報処理システム監査技術者 | 46,958         | 3,087          | 6.6         |
| システム監査技術者         | 1994年度秋期～2000年度     | 17,750         | 1,146          | 6.5         |
| システム監査技術者         | 2001年度～2008年度         | 33,620         | 2,748          | 8.2         |
統計資料の応募者・受験者・合格者の推移表において、情報処理システム監査技術者にかかる数値は本試験に計上されている。